# Kardinalska imenovanja pape Pavla II.
Papa Pavao II. za vrijeme svoga pontifikata (1464. – 1471.) održao je 2 konzistorija na kojima je imenovao ukupno 10 kardinala.

## Konzistorij 18. rujna 1467. (I.)
1. Thomas Bourchier, kanterburijski nadbiskup, Engleska
2. István Várdai, kaločko-bački nadbiskup, Ugarska
3. Oliviero Carafa, napuljski nadbiskup
4. Amico Agnifili, akvilski biskup
5. Marco Barbo, nećak Njegove Svetosti, biskup Vicenze
6. Jean Balue, anžerski biskup, Francuska
7. Francesco della Rovere, O.F.M.Conv., generalni ministar svoga reda[a]
8. Teodoro Paleologo di Montferrato, apostolski protonotar

## Konzistorij 21. listopada 1468. (II.)
1. Giovanni Battista Zeno, nećak Njegove Svetosti, apostolski protonotar
2. Giovanni Michiel, nećak Njegove Svetosti, apostolski protonotar